# 앙트레
앙트레(프랑스어: entrée, ˈɑːntreɪ ˈɒntreɪ →서두)는 주된 요리 전 또는 식사의 두 가지 주요 코스 사이에 제공되는 요리를 뜻하는 프랑스어다. 미국에서는 메인 요리라는 의미로 쓰인다.
육류와 어류를 여러 가지 방법으로 조리한 음식으로, 주재료에 어울리는 소스와 함께 대접하는데, 방향 식물을 첨가하여 풍미를 높인다. 각종 스테이크류·스튜·파이·커틀릿·그릴 등이 있다.

## 어원
앙트레(entrée)라는 낱말은 1536년 즈음 "Petit traicte auquel verrez la maniere de faire cuisine"라는 인쇄물에 처음 등장하는 요리 용어이다.:13–17

## 역사
음식의 단계들은 16세기 중순에서 17세기 중순 사이 상당한 여러 변화를 겪었으며 특히 앙트레는 음식 중 2번째 단계가 되었고 포타지가 첫 번째 단계로 되었다.